# Rizománia
A rizománia (rhizomania) az egyik legjelentősebb cukorrépa-betegség. A vírust a Polymyxa betae nevű gomba terjeszti, mely a talajban található. Vírusos gyökérszakállasodásnak is nevezik, hiszen a termésen jelentős mértékben megszaporodnak az oldalgyökerek; ez pedig súly- és cukortartalom csökkenéshez vezet. A fertőzött növények kevésbé képesek felvenni a vizet és hervadás is megfigyelhető a meleg időszakokban. Ha a fertőzés átterjed az egész növényre, akkor sárga foltok jelennek meg a levelek hajszálerei körül. Magyarországon 1983-ban fedezték fel először ezt a betegséget, de a nemesítések eredményeként (rizománia toleráns fajtákkal) ma már sikeresen lehet védekezni ellene.

## Fordítás
Ez a szócikk részben vagy egészben  a   Beet_necrotic_yellow_vein_virus című angol Wikipédia-szócikk fordításán alapul.  Az eredeti cikk szerkesztőit annak laptörténete sorolja fel. Ez a jelzés csupán a megfogalmazás eredetét és a szerzői jogokat jelzi, nem szolgál a cikkben szereplő információk forrásmegjelöléseként.